# Церква Покрови Пресвятої Богородиці (Криве)
Церква Покрови Пресвятої Богородиці в Кривому — парафія і храм греко-католицької громади Козівського деканату Тернопільсько-Зборівської архієпархії Української греко-католицької церкви в селі Криве Тернопільського району Тернопільської области.

## Історія церкви
Згідно з церковними записами, у 1768 році в селі біля маєтку Зиміних уже діяла дерев'яна греко-католицька церква Воскресіння Господнього. Її, за переказами, привезли козаки. У XIX столітті, після зведення кам'яної церкви Покрови Пресвятої Богородиці, старий храм перевезли до села Плотича, де він зберігся досі. На місці, де стояв старий вівтар, тепер встановлений пам'ятний хрест з відповідним написом.
Кам'яний храм Покрови Пресвятої Богородиці був збудований у 1822 році за служіння пароха отця Якова Польового та на кошти пані Домської.
У 1946 році парафія була примусово переведена до російського православ'я, але 11 березня 1991 року повернулася в лоно УГКЦ. З 1990 по 1994 рік храм відновили ззовні, а у 1995—1996 роках на кошти громади виготовили новий іконостас і царські ворота.
Парафію відвідували ієрархи: 2 червня 1936 року відбулася канонічна візитація єпископа Никити Будки, 13 листопада 1994 року — єпископа Зборівської єпархії Михаїла Колтуна, а 27 вересня 2010 року — єпископа Тернопільсько-Зборівського Василія Семенюка.
При парафії діють: спільнота «Матері в молитві», Марійська та Вівтарна дружини.
У 1998—1999 роках храм оновили. Місцевий художник Мирон Пукало відреставрував статуї Матері Божої та Покрови Пресвятої Богородиці, а у 2003 році Н. Набережна (Орляк) подарувала ще одну скульптуру Матері Божої. Біля джерела, на честь Водохреща, встановили хрест роботи скульптора Миколи Кіраша. У січні 2005 року було встановлено бічні престоли, виготовлені різьбярем Іваном Харівим.
У 2007 році біля церкви спорудили капличку (скульптор М. Кіраш), яку 14 жовтня, на храмовий празник, урочисто освятив отець Зеновій Афінець. 14-21 листопада 2010 року на парафії відбулася місія отців-редемптористів, на згадку про яку біля церкви встановлено Місійний хрест.
Парафія володіє парафіяльним будинком.

## Парохи
- о. Михайло Дідицький (1768),
- о. Василь Левицький (1789),
- о. Григорій Лотоцький (1789),
- о. Григорій Донбчадський (1818),
- о. Яків Польовий (1818—1861),
- о. Алексій Поховський (1861—1862),
- о. Василь Песцьоровський (1862),
- о. Іван Іваячко (1862—1863),
- о. Лев Кіноявич (1863—1868),
- о. Еміль Білинський (1868),
- о. Василь Турчинський (1868—1869),
- о. Антін Словенський (1869—1901),
- о. Роман Зарицький (1902—1908),
- о. Іван Іванчук (1902—1908),
- о. Роман Березинський (1908—1909),
- о. Микола Іваничук (1909—1923),
- о. Іван Гнатів (1923),
- о. Іван Мінко (1923—1955),
- о. Андрій Галиш (1991—1997),
- о. Євген Бойко (1997—2004),
- о. Зеновій Афінець (2004—2009),
- о. Іван Козлик (2009—2010),
- о. Володимир Шмигель (з 27 вересня 2010).
- о. Віталій Пігій